# Алиса Дей
Алесия Холидей (на английски: Alesia Holliday) е американска писателка на бестселъри в жанра чиклит, романтичен трилър, фентъзи, и любовен роман. Пише паранормални любовни романи под псевдонима Алиса Дей (на английски: Alyssa Day), и юношеска литература под псевдонимите Луси Конърс (на английски: Lucy Connors) и Джакс Абът (на английски: Jax Abbott).

## Биография и творчество
Алесия Холидей Маклеви е родена на 11 септември 1963 г. в Билокси, Мисисипи, САЩ. Баща ѝ служи във Военновъздушните сили на САЩ и семейството се мести постоянно на различни места в Колорадо, Филипините, Аляска, Турция, Тексас, Охайо, Илинойс, Мичиган, и Уисконсин. От малка обича да чете много.
Завършва Държавния университет в Охайо, а след това завършва с пълно отличие Държавното училище по право в Кълъмбъс, Охайо. Работи няколко години като пробен адвокат по дела за колективни съдебни спорове в три различни щата.
След дипломирането си се омъжва за Джъд Маклеви, служител във Военноморските сили на САЩ, с когото също живеят на различни места в САЩ и Япония. Постоянните раздели и общуването им с електронни писма стават основа за написване на първата ѝ документална книга „E-mail to the Front“ издадена през 2003 г.
В следващите години тя напуска работата си и се посвещава на писателската си кариера. Първият ѝ любовен роман в стил „чиклит“ е публикуван през 2004 г. Този и следващите ѝ романи са добре приети от читателите и критиката и стават бестселъри. За новелата си „The Naked Truth about Guys“ е удостоена с престижната награда „РИТА“ на Асоциацията на писателите на любовни романи на Америка.
През 2007 г. е публикуван първия ѝ паранормален любовен роман „Възраждането на Атлантида“ от поредицата „Войните на Посейдон“ под псевдонима Алиса Дей. Сюжетите на книгите от поредицата проследяват историята на върховния принц на Атлантида – Конлан и неговите избрани войни, които защитават човечеството, спасяват света и намират невероятни човешки жени, в които се влюбват. Книгите от поредицата са бестселъри и са удостоени с награда на списание „Romantic Times“ през 2012 г.
Тя е една от основателките на Световната асоциация на писателите на чиклит, като е била и неин вицепрезидент. Член е на борда на Асоциацията на писателите на любовни романи на Америка.
Алесия Холидей живее със семейството си в Сейнт Джонс, Флорида.

## Произведения

### Като Алесия Холидей

#### Самостоятелни романи
- American Idle (2004)
- Nice Girls Finish First (2005)
- Seven Ways to Lose Your Lover (2006)
- Santa Baby (2013)

#### Серия „Декември Вон“ (December Vaughn)
1. Blondes Have More Felons (2006)
2. Blonde Justice (2007)

#### Сборници
- „A Publicist and a Pear Tree October“ в „Shop 'Til Yule Drop“ (2004) – с Наоми Нийл и Стефани Роу
- „The Naked Truth about Guys“ в „The Naked Truth“ (2005) – с Бевърли Бранд, Дона Кауфман и Ерин Маккарти – награда „РИТА“
- „Suzi Stiletto“ в „Fangs Again: Bewitched, Bothered And Bevampyred 2“ (2007) – с Мери Джанис Дейвидсън и Сюзън Грант

#### Документалистика
- E-mail to the Front: One Wife's Correspondence with Her Husband Overseas (2003)

### Като Алиса Дей

#### Серия „Войните на Посейдон“ (Warriors of Poseidon)
1. Възраждането на Атлантида, Atlantis Rising (2007)
2. Пробуждането на Атлантида, Atlantis Awakening (2007)
3. Освобождението на Атлантида, Atlantis Unleashed (2009)
4. Разкриването на Атлантида, Atlantis Unmasked (2009)
5. Изкуплението на Атлантида, Atlantis Redeemed (2010)
6. Atlantis Betrayed (2010)
7. Vampire in Atlantis (2011)
8. Heart of Atlantis (2012)
9. Halloween in Atlantis (2014)

1.5 Непокорни сърца в Атлантида във „Воините на Посейдон“, Wild Hearts in Atlantis (2012) – новела
2.5 Жената на шейпшифтъра във „Воините на Посейдон“, Shifter's Lady (2012) – новела

#### Серия „Лигата на Черния лебед“ (League of the Black Swan)
1. The Cursed (2013)
2. The Unforgiven (2014)

#### Серия „Вещиците Кардинал“ (Cardinal Witches)
1. Alejandro's Sorceress (2014)

#### Сборници
- Непокорни сърца в Атлантида, „Wild Hearts in Atlantis“ в „Wild Thing“ (2007) – с Мелджон Брук, Марджъри М. Лиу и Маги Шейн
- Random: A short story collection (2014)

##### Еротична литература
- Shifter (2008) – с Вирджиния Кантра, Анджела Найт и Лора Лей
- Enthralled (2013) – с Мелджон Брук, Лора Лей и Люси Монро

### Като Джакс Абът

#### Серия „Какво е супер?“ (Super What?)
1. Super What? (2004)
2. Super 16 (2005)

### Като Луси Конърс

#### Самостоятелни романи
- The Lonesome Young (2014)